# Dos polis guillats
Dos polis guillats (títol original: Loose Cannons) és una pel·lícula estatunidenca dirigida per Bob Clark i estrenada l'any 1990. Ha estat doblada al català.

## Argument
Als Estats Units, amb la finalitat de trobar un vídeo comprometedor que provi les anteriors relacions amb Adolf Hitler d'un pretendent a la plaça de Canceller a Alemanya, un policia experimentat ha de fer equip amb un inspector que pateix un trastorn dissociatiu de la identitat.

## Repartiment
- Dan Aykroyd: Ellis Fielding
- Gene Hackman: MacArthur Stern
- Dom DeLuise: Harry Gutterman
- Ronny Cox: Smiley
- Nancy Travis: Riva
- Robert Prosky: Von Metz
- Paul Koslo: Grimmer
- Dick O'Neill: Capità
- Jan Tříska: Steckler
- Leon Rippy: Weskit
- Robert Irvin Elliott: Monsenyor
- Herb Armstrong: El Gat del Cheshire
- Robert Dickman: El Conill Blanc
- David Alan Grier: Drummond
- S. Epatha Merkerson: Rachel
- Reg E. Cathey: Willie
- Tobin Bell: Gerber
- Jay Ingram: Un agent de policia
- Brad Greenquist: Un empleat de l'ambaixada
- Bill Fagerbakke: Giant
- John Finn: Un policia
- Nancy Parsons: La infermera

i no surt als crèdits:
- Mel Brooks: Un guardaespatlles